# Glyphochilus inconspicuus
Glyphochilus inconspicuus là một loài bọ cánh cứng trong họ Elateridae. Loài này được Lea miêu tả khoa học năm 1929.